# Hippasteria
Hippasteria är ett släkte av sjöstjärnor som beskrevs av Gray 1840. Hippasteria ingår i familjen ledsjöstjärnor.
List enligt World Register of Marine Species och Dyntaxa:
- Hippasteria californica Fisher, 1905
- Hippasteria falklandica Fisher, 1940
- Hippasteria heathi Fisher, 1905
- Hippasteria imperialis Goto, 1914
- Hippasteria leiopelta Fisher, 1910
- Hippasteria lepidonotus (Fisher, 1905)
- Hippasteria magellanica Perrier, 1888
- Hippasteria mcknighti Mah, Neill, Eleaume & Foltz 2014
- Hippasteria muscipula Mah, Neill, Eleaume & Foltz 2014
- Hippasteria nozawai Goto, 1914
- Hippasteria phrygiana (Parelius, 1768)
- Hippasteria tiburoni Mah, Neill, Eleaume & Foltz 2014

## Bildgalleri

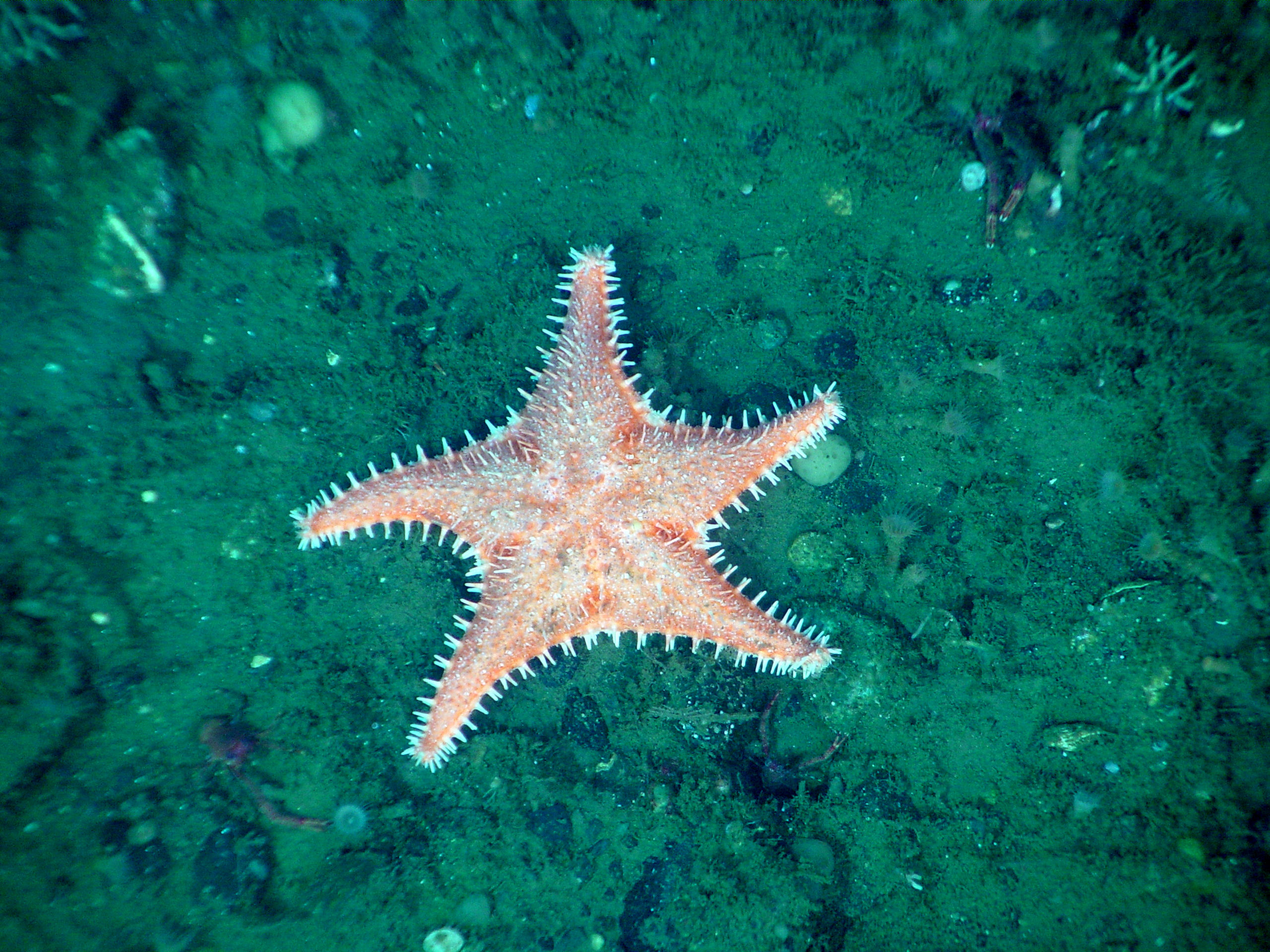